# هربرت جورج
هربرت جورج (بالإنجليزية: Herbert George)‏ هو نقابي وسياسي بريطاني وأسترالي (وحمل سابقاً جنسية المملكة المتحدة لبريطانيا العظمى وأيرلندا)، ولد في 6 يونيو 1872، وتوفي في 4 سبتمبر 1957. حزبياً، نشط في حزب العمال الأسترالي (فرع جنوب أستراليا) ‏. وقد انتخب عضو مجلس النواب جنوب أستراليا من الجمعية عن دائرة Electoral district of Adelaide ‏ وقد انضم خلال فترته النيابية (8 مارس 1947 – 3 مارس 1950)  للكتلة البرلمانية حزب العمال الأسترالي (فرع جنوب أستراليا) ‏ وانتخب عضو مجلس النواب جنوب أستراليا من الجمعية عن دائرة Electoral district of Adelaide ‏ وقد انضم خلال فترته النيابية (21 سبتمبر 1926 – 7 أبريل 1933)  للكتلة البرلمانية حزب العمال الأسترالي (فرع جنوب أستراليا) ‏.